# Eva Rothschild

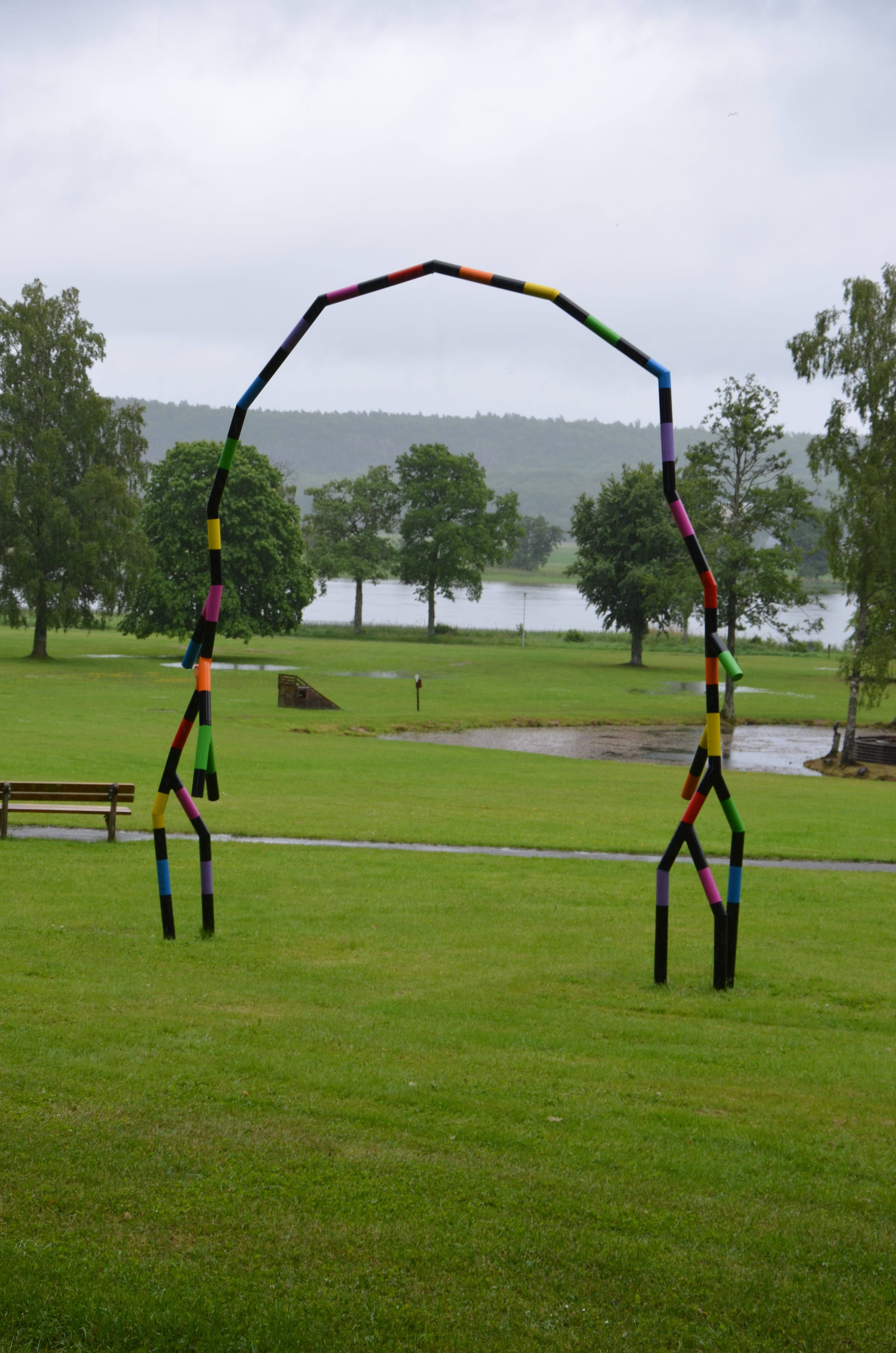
Someone and Someone, Restad gård i Vänersborg

Eva Rothschild, född 1972 i Dublin, är en irländsk skulptör.
Eva Rothschild utbildade sig på National College of Art and Design i Dublin 1989–90, i bildkonst vid 
University of Ulster i Belfast 1990–93 och i bildkonst vid Goldsmiths College på University of London 1998–99. Hennes första separatutställning hölls på Bercsenyi Galleria i Budapest 1995.
Sommaren 2011 deltog Eva Rotschild i Skulptur i Pilane med verket Someone and Someone, som senare flyttats till Restad gård i Vänersborg. 
Eva Rotschild bor och arbetar i London.